# Egenolfia schottii
Egenolfia schottii là một loài dương xỉ trong họ Dryopteridaceae. Loài này được Fée mô tả khoa học đầu tiên năm 1850.
Danh pháp khoa học của loài này chưa được làm sáng tỏ. 